# Дендрология
Дендрология (на латински: dendrum и на старогръцки: δένδρον – „дърво“) е част от ботаниката, наука за дървесните растения (дървета и храсти).
Възниква като самостоятелна учебна дисциплина и научна област главно във връзка с обучаването на специалистите по горско стопанство (лесовъди) и във връзка с горскостопанската наука.
Предмет на дендрологията са биологичните особености и екологичните изисквания на дървесните видове, главно във връзка с практическото им използване, но бидейки част от ботаниката, тя се занимава и с таксономията и с други фундаментални аспекти, свързани с дървесните видове. В редица случаи от нея се отделя една специфична дисциплина, наречена „Декоративна дендрология“, насочена към използването на дървесни видове в парковото изкуство.
В България, като академична дисциплина, дендрология се преподава от 1926 г., след като през 1925 г. в Агрономическия факултет на Софийския университет е създаден Лесовъдният отдел (катедра) и по този начин е поставено началото на университетското лесотехническо образование в страната. Преди това българските лесовъди са получавали образованието си в чужбина – Германия, Австрия, Чехословакия, Русия и др. Днес като самостоятелна дисциплина тя се изучава в Лесотехническия университет и в специализираните техникуми по горско стопанство и озеленяване, както и като свободно избираем предмет в някои други училища.
Крупна фигура в българската дендрология е академик Борис Стефанов – ботаник със световна известност и признание, който е първият професор по дендрология в България и автор на първите български учебници по тази дисциплина. Други изтъкнати преподаватели и учени, оставили следа в тази област, са проф. Атанас Ганчев, доц. Желез Дончев и проф. Недялко Делков, които са, повече или по-малко, ученици на акад. Стефанов.